# سی‌سی‌جی‌اچ ۰۴۵
سی‌سی‌جی‌اچ ۰۴۵ (به انگلیسی: CCGH 045) یک کشتی است که طول آن 17.78 metres و ارتفاع آن 6.32 m (on cushion) می‌باشد. این کشتی در سال ۱۹۶۹ ساخته شد.